# Казкові історії для дорослих
«Казкові історії для дорослих» (ісп. Historias de hadas para adultos) — науково-фантастична книга кубинської письменниці Даїни Чав'яно, складається з трьох оповідань: «Ферма», «Дама оленя» та «Фея на порозі Землі». У кожному з оповідань елементи фентезі поєднуються з науковою фантастикою.

## Сюжет
«Ферма» — надзвичайне фантастичне оповідання, в якому персонажі англосаксонських міфів взаємодіють у кубинському середовищі. Молодий журналіст проводить бурхливу ніч під час пошуку ферми свого дідуся й бабусі та прибуває до окремішнього будинку, де мешкає сім'я, яка, здається, зберігає дивну таємницю.
«Дама оленя» — це, здавалося б, фантастична історія про міфічну війну між силами Добра та Зла, чий несподіваний результат раптом перетворює текст на наукову фантастику. Міфічні персонажі та символи з різних культур знаходяться в битві, яка створює і водночас руйнує наше бачення багатьох легенд, вірувань і релігій.
Під подвійним кутом дитинства і дорослого світу, «Фея на порозі Землі» — це розповідь про синівську любов і небезпеку спілкування. Оповідання досліджує заглиблення до інфантильного та дорослого розуму, щоб дати нам переконливу і напружену історію фантастики з величезною кількістю терору і вибухонебезпечного закінчення.

## Теми
Незалежно від атмосфери пригод і напруженості, якими наповнене кожне оповідання, кожна історія пропонує певну тезу. Цінність людського життя, на відміну від інтересів науки, важливість уяви для суспільства, і нескінченні можливості життя у Всесвіті, є лише деякими ідеями, які лежать в основі цих тез.

## Видання
«Казкові історії для дорослих» вперше були опубліковані на Кубі, в 1986 році, коли автор ще проживала там, книга стала одним з лідерів за кількістю проданих примірників. Проте для решти світу вона залишалася невідомою до 2007 року, коли видавництво Minotauro опублікувало перше видання для всіх іспаномовних країн.